# Jules Jeanneney

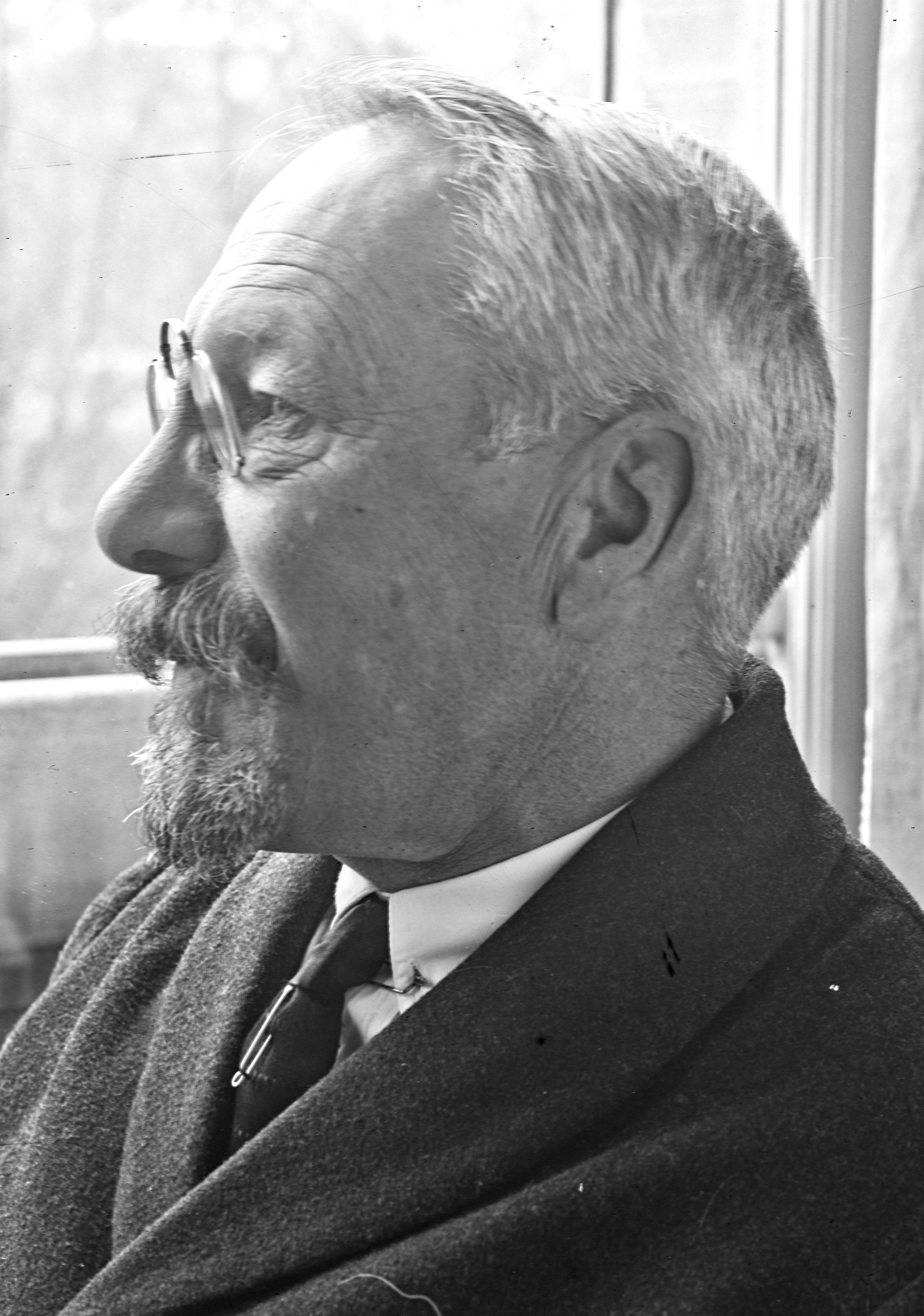
Jules Jeanneney (1924)

Jules Emile Jeanneney [ʒyl eˈmil ˌʒanəˈnɛ] (* 6. Juli 1864 in Besançon; † 27. April 1957 in Paris) war ein französischer Politiker der Radikalen Partei. Von 1932 bis zum Ende der Dritten Republik war er Präsident des französischen Senats.

## Leben und Wirken

### Frühe Jahre
Jules Jeanneney war Sohn eines Auktionators. Seine Mutter starb wenige Monate nach seiner Geburt. Nach dem Abschluss des Lycée in seiner Heimatstadt erwog er zunächst ein Studium an der École normale supérieure, entschied sich dann aber für ein Jurastudium an der Universität in Paris.

### Einstieg in die Politik, Abgeordneter
Seit dem Jahr 1896 war Jules Jeanneney Bürgermeister von Rioz im Département Haute-Saône, woher seine Familie stammte. Im Jahr 1902 trat er im Wahlbezirk Vesoul zur Wahl in die Abgeordnetenkammer an und gewann auf Anhieb, wenn auch mit knapper Mehrheit, gegen den bisherigen Inhaber des Sitzes. Bei den Wahlen zur folgenden Legislaturperiode 1906 wurde er erneut in die Kammer gewählt. Seit 1903 war er zudem Mitglied des Generalrats des Départements Haute-Saône, dem er ab 1905 bis 1920 als Präsident vorstand.

### Senat
Im Jahr 1909 gab Jeanneney sein Mandat in der Abgeordnetenkammer zugunsten eines Sitzes im Senat auf, in den er am 3. Januar desselben Jahres für das Département Haute-Saône gewählt worden war. Von 1924 bis 1928 war er Vizepräsident des Senats, von 1928 bis 1932 Präsident von dessen Finanzkommission.

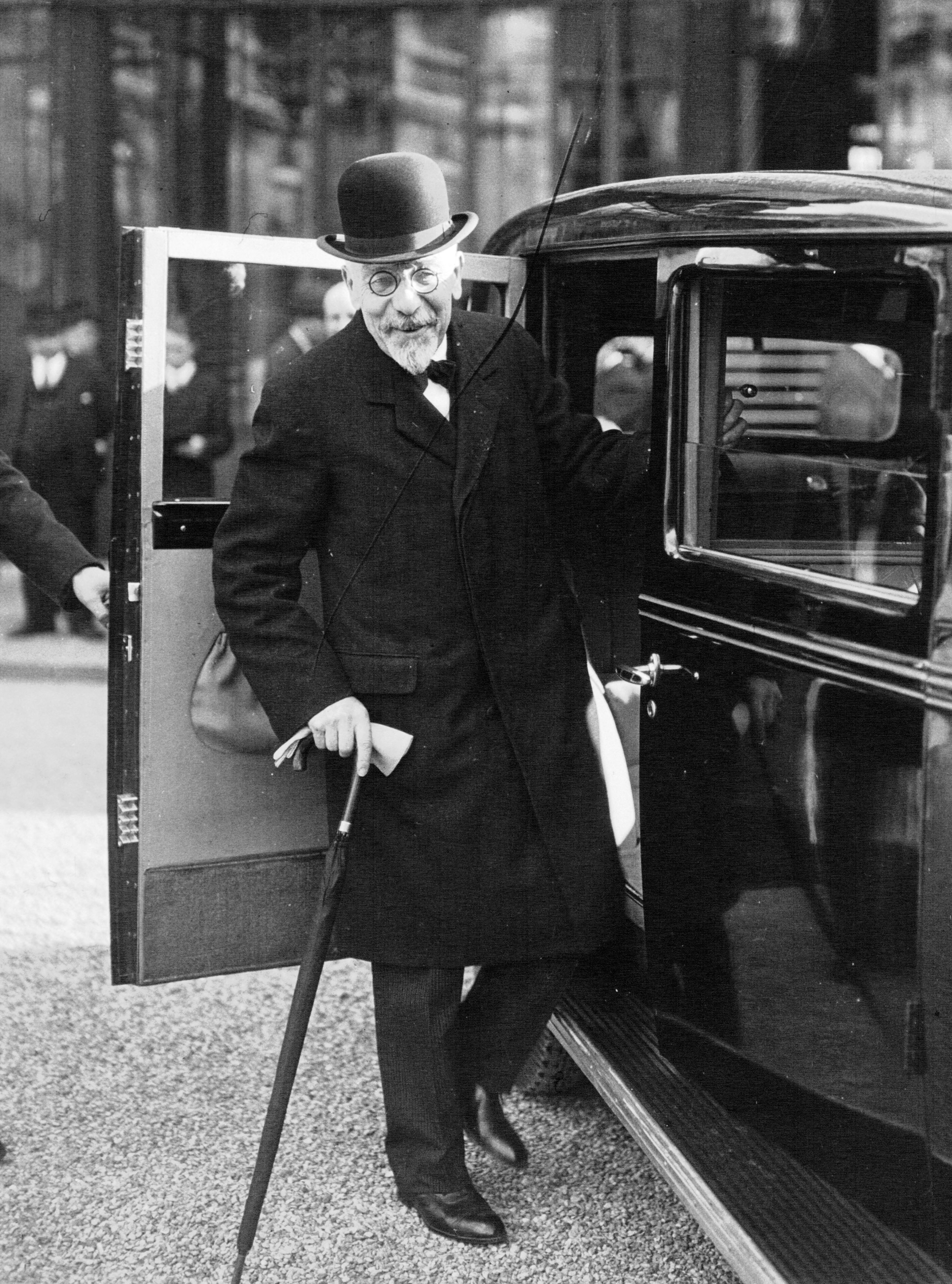
Jean Jeanneney 1932

1932 wurde er Präsident des Senats und blieb in diesem Amt bis zum Ende der Dritten Republik. Er löste Albert Lebrun ab, der nach der Ermordung von Paul Doumer Staatspräsident geworden war.

### Zweiter Weltkrieg und Vichy-Regime
Nach der Verlegung der staatlichen Institutionen aus Paris im Juni 1940 zunächst nach Tours und anschließend nach Bordeaux sprach sich Jeanneney, Gegner eines Waffenstillstands, dort für eine Weiterführung des Kampfs aus dem Exil aus.
Er folgte jedoch der Regierung Pétain nach dem von dieser unterzeichneten Waffenstillstand von Compiègne nach Vichy. Dort leitete er unter anderem die Senatssitzung vom 10. Juli 1940, in der Pétain zur Ausarbeitung einer neuen Verfassung, d. h. der Gründung des Vichy-Regimes, ermächtigt wurde.
In der Folge setzte er sich gemeinsam mit Édouard Herriot, dem Präsidenten der Abgeordnetenkammer, für die Erhaltung der Parlamentskammern ein.
Nachdem die Vichy-Machthaber ihn Ende August 1942 entmachtet hatten, zog Jeanneney nach Grenoble, wo sein Sohn wohnte, und versteckte sich anschließend im nahegelegenen Izeaux, auch um Aufforderungen zur Kollaboration mit dem Regime zu entgehen.

### Während und nach der Befreiung
Seit Juni 1942 war Jeanneney in Verbindung mit Charles de Gaulle gestanden, der ihn mit juristischen Fragen zur Wiederherstellung des Rechtsstaats nach dem Kriege betraute. Während und nach der Befreiung von der Besatzung durch NS-Deutschland war er Staatsminister und Vertreter de Gaulles in der ersten vorläufigen Regierung vom 10. September 1944 bis zum 21. November 1945 mit Amtssitz im Hôtel Matignon.
Ende 1945 zog sich Jeanneney aus dem öffentlichen Leben zurück.

## Familie
Jules Jeanneney war der Vater des Politikers Jean-Marcel Jeanneney (1910–2010) und Großvater des Politikers und Historikers Jean-Noël Jeanneney (* 1942).